# Сіля
Сіля (рум. Silea) — село у повіті Вилча в Румунії. Входить до складу комуни Орлешть.
Село розташоване на відстані 151 км на захід від Бухареста, 39 км на південь від Римніку-Вилчі, 59 км на північний схід від Крайови, 146 км на південний захід від Брашова.

## Населення
За даними перепису населення 2002 року у селі проживали 403 особи, усі — румуни. Усі жителі села рідною мовою назвали румунську.